# Mont Jefferson (Nevada)
Pour les articles homonymes, voir Mont Jefferson et Jefferson.
Le mont Jefferson est un sommet situé dans le Nevada à l'ouest des États-Unis ; il culmine à 3 640 mètres d'altitude.